# (4039) Souseki
(4039) Souseki es un asteroide perteneciente al cinturón de asteroides, descubierto el 17 de septiembre de 1987 por Tsutomu Seki desde el Observatorio de Geisei, Geisei, Japón.

## Designación y nombre
Designado provisionalmente como 1987 SH. Fue nombrado Souseki en honor al escritor japonés Natsume Sōseki.